# Wsiewołod I
Wsiewołod I (st.rus. Всѣволод), na chrzcie przyjął imię Andrzej (ur. 1029 lub 1030, zm. 13 kwietnia 1093) – książę perejasławski (1054–1073), książę rostowski (1054–1066) i (1073–1087), książę suzdalski (1054–1093), książę czernihowski (1077–1078) i wielki książę kijowski (1078–1093). Syn Jarosława I Mądrego i Ingegerdy.

## Życiorys
W 1046 poślubił Irenę (Anastazję, Zoe?), księżniczkę bizantyjską, córkę Konstantyna IX Monomacha. Miał z nią syna Włodzimierza i córkę Jankę (Annę).
W 1067 poślubił Annę, córkę chana Kipczaków, z którą miał syna Rościsława i trzy córki: Eupraksję - drugą żonę cesarza rzymskiego - Henryka IV, Katarzynę i Marię.

## Przodkowie
| 4. Włodzimierz I Wielki 956 lub 958 – 15 lipca 1015 |  |                                                         |  |  |                                                 |
|                                                     |  | 2. Jarosław I Mądry przed 986 – 20 lutego 1054          |  |  |                                                 |
| 5. Rogneda około 956–1002                           |  |                                                         |  |  |                                                 |
|                                                     |  |                                                         |  |  | 1. Wsiewołod I 1029 lub 1030 – 13 kwietnia 1093 |
| 6. Olaf III około 985 – 1021/1022                   |  |                                                         |  |  |                                                 |
|                                                     |  | 3. Ingegerda Szwedzka XI wiek – 11 lutego 1050 lub 1051 |  |  |                                                 |
| 7. Astryda Obodrycka                                |  |                                                         |  |  |                                                 |
|                                                     |  |                                                         |  |  |                                                 |

## Żony
- 1. Irena (Anastazja, Zoe?) – córka Konstantyna IX Monomacha
- 2. Anna – córka chana Kipczaków

## Potomstwo
z pierwszego małżeństwa:
- Włodzimierz II Monomach – wielki książę kijowski (1113–1125)
- Janka - igumenia klasztoru świętego Andrzeja w Kijowie

z drugiego małżeństwa:
- Rościsław
- Eupraksja - druga żona cesarza Henryka IV
- Katarzyna
- Maria